# Luis Eichhorn
Luis Guillermo Eichhorn (ur. 26 czerwca 1942 w Gilbert, zm. 25 maja 2022 w Gualeguaychú) – argentyński duchowny rzymskokatolicki, w latach 2005-2017 biskup Morón.

## Życiorys
Święcenia kapłańskie przyjął 21 grudnia 1968 i został inkardynowany do diecezji Gualeguaychú. Był m.in. rektorem niższego seminarium, wykładowcą na wyższych uczelniach diecezjalnych, a także wikariuszem generalnym diecezji.
5 grudnia 1996 został prekonizowany biskupem Gualeguaychú. Sakrę biskupią otrzymał 19 marca 1997. 30 listopada 2004 został mianowany biskupem Morón, ingres odbył się 12 marca 2005. 30 czerwca 2017 przeszedł na emeryturę.